# ビタミンB群
ビタミンB群（ビタミンBぐん、英: B vitamins）とは、水溶性ビタミンのうち、ビタミンB1、ビタミンB2、ナイアシン、パントテン酸、ビタミンB6、ビタミンB12、葉酸、ビオチンの8種の総称で、ビタミンB複合体とも呼ばれる。発見当初ラットの発育に必須の単一の水溶性因子として知られていたが、後の研究で複数種の物質からなる混合物であることが突き止められた。ビタミンB群に含まれている8種の物質は、いずれも生体内において、補酵素として機能することが知られている。
ビタミンB群には平たく言えば水に溶けること（水溶性）と、炭水化物をエネルギーに変える手助けをするという2つの共通した働きがある。1910年（明治43年）鈴木梅太郎がオリザニン=ビタミンB1を発見したあと、化学者の間でビタミン発見の競争が沸き起こり、前述のような共通した働きを持つものは、すべてB群とみなされてしまった結果、B群として多く登録され、後に整理され8種となった。

## 合成
ヒトなどの腸管内には腸内細菌が棲んでいるが、腸内細菌はビタミンB2、ビタミンB6、ビタミンB12、葉酸、ビオチン、パントテン酸といったビタミンB群や、ビタミンKの合成を行っている。微生物を殺す作用のある抗生物質の投与によって腸内細菌の状況が変化し、体内でのビタミンが合成されずビタミン不足となることがある。

## 一覧
| ビタミン名   | 化合物名                                     | 補酵素型                                                                                         | 備考       |
| ------------ | -------------------------------------------- | ------------------------------------------------------------------------------------------------ | ---------- |
| ビタミンB1   | チアミン                                     | チアミン二リン酸(TPP)                                                                            |            |
| ビタミンB2   | リボフラビン                                 | フラビンモノヌクレオチド(FMN)、フラビンアデニンジヌクレオチド(FAD)                               |            |
| ナイアシン   | ニコチン酸、ニコチン酸アミド                 | ニコチン酸アミドアデニンジヌクレオチド(NAD)、ニコチン酸アミドアデニンジヌクレオチドリン酸 (NADP) | ビタミンB3 |
| パントテン酸 | パントテン酸                                 | 補酵素A(CoA)                                                                                     | ビタミンB5 |
| ビタミンB6   | ピリドキシン、ピリドキサール、ピリドキサミン | ピリドキサシンリン酸(PNP)、ピリドキサールリン酸(PLP)、ピリドキサミンリン酸(PMP)                  |            |
| ビオチン     | ビオチン                                     | ビオチン                                                                                         | ビタミンB7 |
| 葉酸         | 葉酸                                         | テトラヒドロ葉酸(THF)                                                                            | ビタミンB9 |
| ビタミンB12  | シアノコバラミン                             | アデノシルコバラミン                                                                             |            |

欠番は、かつてビタミンBであると考えられ番号が与えられたが、後にビタミンではないことが判明したものである。具体的な物質についてはen:B_vitamins#Related_compoundsを参照。